# 百按司墓
座標: 北緯26度40分57.13秒 東経128度0分15.60秒 / 北緯26.6825361度 東経128.0043333度
百按司墓（むむじゃなばか、ももじゃなばか）は沖縄県今帰仁村字運天に所在する墓。崖の中腹の洞窟を利用して作られている。16世紀以前の山原地域の有力な按司あるいはその一族の墓と考えられる。1991年に今帰仁村指定文化財。「百按司墓」は「数多くの按司の墓」の意味である。
被葬者は北山王とその一族、または第一尚氏系北山監守と推定される。
運天古墓群の一部。

## 構造
崖の中腹の自然の洞窟を人工的に拡大し、方形に整えて作られた墓室で、板葺き木槨内に板厨子が安置されている。沖縄の木槨墓の中では浦添ようどれに次いで古い。
遺骨を納める木棺は檜で全体に漆塗りがあり、巴の金紋入り。
1882年（明治15年）に家型墓3基の修復が行われ、2004年に残存した唯一の家型墓の修復が行われた。

## 遺骨の持ち出しと返還請求

### 経緯
昭和初期に京都帝国大学（現京都大学）の人類学者によって百按司墓から遺骨が持ち出された。2017年からその遺骨の返還を求める動きがある。2018年までに研究者団体が返還を求め、今帰仁村教育委員会が京都大学に協議を要請していた
百按司墓から持ち出された遺骨が京都大学と国立台湾大学にあることを2004年に今帰仁村教育委員会が確認し、2017年2月に琉球新報が報じた。
調査を経て、当時京都帝国大学助教授だった金関丈夫と、講師だった三宅宗悦が墓からそれぞれ墓から骨を持ち出し、金関が関与した骨は金関が後に赴任した国立台湾大学で、三宅が関与した骨は京都大学で保管されていたことが分かった。金関丈夫は足立文太郎に指示されて琉球調査をした。その以前に墓内に多数の骨があったことを笹森儀助と幣原担がそれぞれ1894年（明治27年）、1899年（明治32年）に報告した。三宅が収集した骨の一部が百按司墓由来であることを教室の教授清野謙次が1949年に発表した。
2017年11月に沖縄県教育委員会と国立台湾大学は返還作業に着手し、2019年3月までに国立台湾大学は36人分の遺骨を沖縄県に返還した。両者は、遺骨を墓に置かず研究資料として保存することで合意していた。遺族らはこれを不服とし、伝統的な風葬を行うことを求めた。

### 琉球民族遺骨返還訴訟
京都大学が遺骨返還をしなかったため、墓を管理する遺族らが2018年2月に京都大学を提訴した。原告は5名で、そのうち2人は第一尚氏の子孫である。
原告らは信仰の自由や民族的、宗教的自己決定権が侵害されたと主張している。第一尚氏子孫らは、民法上の祭祀承継者として百按司墓に由来する遺骨への所有権を主張し、遺骨を保管している京都大学に返還を求めた。
日本人類学会は百按司墓由来の骨のうち祭祀承継者が存在しない古人骨については文化財として適切な保管を行い、研究者が資料としてアクセス可能な状態を維持すべきだと要望した。原告団はこれに反発した。
2022年4月の大阪地方裁判所による一審判決では、1920年代から30年代にかけて百按司墓から研究者が複数の遺骨を持ち出したこと、原告の一部が琉球王家の子孫で墓へ参拝したことがあることを認めた。一方で子孫とされる者は他にも多数おり、原告らは継承者に当たらず返還請求権もないと判断し請求を棄却した。
原告側は控訴し、2023年9月、大阪高等裁判所は一審判決を支持して原告側の控訴を棄却した。
ただ裁判長が付言を行っており、二審の大島真一裁判長は「京大と原告、教育委員会らで話し合い、移管を含め、適切な解決の道を探ることが望まれる」と付言した。

### 返還
2024年12月に今帰仁村教育委員会と京都大学は返還協議書を交わした。そこで埋葬処理を行わないことや持続的に保存することを返還の条件とし、2025年5月21日に特注コンテナ15箱に納められた遺骨が今帰仁村教育委員会に届けられ、京都大学によると返還された遺骨は26体以上の可能性があるとしている。